# Greg Dayman
Greg Dayman (né le 21 février 1947 à Wellington) est un joueur de hockey sur gazon néo-zélandais. Il participe aux Jeux olympiques d'été de 1976 et remporte avec son équipe la médaille d'or de la compétition. Lors des Jeux olympiques d'été de 1980, il est nommé capitaine de l'équipe mais la Nouvelle-Zélande boycotte ces Jeux olympiques.

## Palmarès

### Jeux olympiques
- Jeux olympiques de 1976 à Montréal,  Canada
  - Médaille d'or.